# Torrone di Guardiagrele
Il Torrone di Guardiagrele detto anche "torrone Aelion" (in riferimento alle mitiche origini greche di Guardiagrele) è un dolce tipico del comune di Guardiagrele, in provincia di Chieti, in Abruzzo. Viene prodotto dalla storica pasticceria  Lullo.
Il dolce è molto simile al croccante ed è composto da mandorle intere tostate mescolate a zucchero, frutta candita e cannella. Fa parte dei Prodotti agroalimentari tradizionali abruzzesi.

## Ingredienti
- Mandorle intere tostate
- Zucchero
- Cannella
- Frutta candita

## Preparazione
Bisogna mettere in un recipiente antiaderente lo zucchero e le mandorle e lasciarli cuocere (lo zucchero deve sciogliersi completamente), una volta pronti basta aggiungere la cannella e la frutta candita e mescolare bene il tutto. Versare l'impasto ancora caldo in una teglia rettangolare lasciandolo fermare per almeno 24 ore così da farlo indurire. Poi tagliare in piccoli rettangoli (3 cm x 8 cm).
I torroni possono essere consumati.

## Origini
Questo torrone è stato ideato da Giuseppe Palmerio dopo essere stato a Napoli, infatti si è sempre pensato che si fosse ispirato ai torroni campani.

## Curiosità
- Un gran consumatore di questo torrone era Ignazio Silone che oltre ad esserne ghiotto ne acquistava grandi quantità da regalare ai suoi amici[3].